# 쩐히에우응언
쩐히에우응언(베트남어: Trần Hiếu Ngân, 1974년 6월 26일~)은 베트남의 은퇴한 태권도 선수이다. 2000년 하계 올림픽 57kg급에 출전하여 은메달을 획득하였다. 이는 베트남 최초의 올림픽 메달이다.